# Encarsia ishii
Encarsia ishii är en stekelart som först beskrevs av Filippo Silvestri 1926.  Encarsia ishii ingår i släktet Encarsia och familjen växtlussteklar. Inga underarter finns listade i Catalogue of Life.